# Charlotte Lysès
Charlotte Lysès (París, 17 de mayo de 1877-Saint-Jean-Cap-Ferrat, 7 de abril de 1956) fue una actriz teatral y cinematográfica de nacionalidad francesa. 
Su verdadero nombre era Charlotte Augustine Hortense Lejeune, y nació en París, Francia. Estuvo casada con el escritor y cineasta Sacha Guitry, siete años menor que ella,  desde 1907 a 1918. La boda se celebró en Honfleur, y a la misma se opuso el padre de Guitry, Lucien Guitry, antiguo amante de Lysès.
A lo largo de su carrera ella actuó en 19 obras de su marido. Charlotte Lysès falleció en Saint-Jean-Cap-Ferrat, Francia en 1956.

## Filmografía
- 1932: La Dame de chez Maxim's, de Alexander Korda
- 1932: La Chanson d'une nuit, de Pierre Colombier y Anatole Litvak
- 1933: L'Héritier du Bal Tabarin, de Jean Kemm
- 1934: Le Rosaire, de Tony Lekain y Gaston Ravel
- 1935: Vogue, mon cœur, de Jacques Daroy
- 1936: Une femme qui se partage, de Maurice Cammage
- 1936: La Dernière Valse, de Leo Mittler
- 1936: Une gueule en or, de Pierre Colombier
- 1936: Les Jumeaux de Brighton, de Pierre Colombier
- 1937: Gigolette, de Yvan Noé
- 1937: Chipée, de Roger Goupillières
- 1937: Nuits de feu, de Marcel L'Herbier
- 1938: Katia, de Maurice Tourneur
- 1939: Quartier interlope, de Dimitri Kirsanoff
- 1939: Inspecteur Grey contre X, de Alfred Gragnon y Pierre Maudru
- 1940: Retour au bonheur, de René Jayet
- 1942: Pontcarral, colonel d'empire, de René Jayet
- 1942: Mariage d'amour, de Henri Decoin

## Teatro
- 1903: L'Adversaire, de Emmanuel Arène y Alfred Capus, Teatro de la Renaissance
- 1904: Amoureuse, de Georges de Porto-Riche, Teatro de la Renaissance
- 1904: Les Malefilâtre, de Georges de Porto-Riche, Teatro de la Renaissance
- 1905: Le K.W.T.Z., de Sacha Guitry, Teatro des Capucines
- 1906: Chez les Zoaques, de Sacha Guitry, escenografía de Firmin Gémier, Teatro Antoine
- 1910: Nono, de Sacha Guitry, Teatro Antoine
- 1911: Le Veilleur de nuit, de Sacha Guitry, Teatro Michel
- 1911: Un beau mariage, de Sacha Guitry
- 1912: Jean III ou l'irrésistible vocation du fils Mondoucet, de Sacha Guitry, Teatro de la Comédie Royale
- 1912: La Prise de Berg-Op-Zoom, de Sacha Guitry, Teatro du Vaudeville
- 1914: La Pèlerine écossaise, de Sacha Guitry, Théâtre des Bouffes-Parisiens
- 1914: Deux Couverts, de Sacha Guitry
- 1915: La Jalousie, de Sacha Guitry, Théâtre des Bouffes-Parisiens
- 1916: Jean de La Fontaine, de Sacha Guitry, Théâtre des Bouffes-Parisiens
- 1916: Faisons un rêve, de Sacha Guitry, Théâtre des Bouffes-Parisiens
- 1921: La Huitième Femme de Barbe-Bleue, de Alfred Savoir, Teatro Michel
- 1922: Banco, de Alfred Savoir, Teatro de la Potinière
- 1924: La Grande Duchesse et le Garçon d'étage, de Alfred Savoir, escenografía de Charlotte Lysès, Teatro de l'Avenue
- 1924: Ce que femme veut, de Alfred Savoir y Étienne Rey, escenografía de Charlotte Lysès, Teatro des Mathurins
- 1925: Un homme léger, de Maurice Donnay, escenografía de Camille Choisy, Teatro de l'Étoile
- 1931: La Banque Nemo, de Louis Verneuil, Teatro de la Michodière
- 1933: Ma sœur de luxe, de André Birabeau, escenografía de André Lefaur, Teatro de Paris